# St. Nikolaus (Piedendorf)

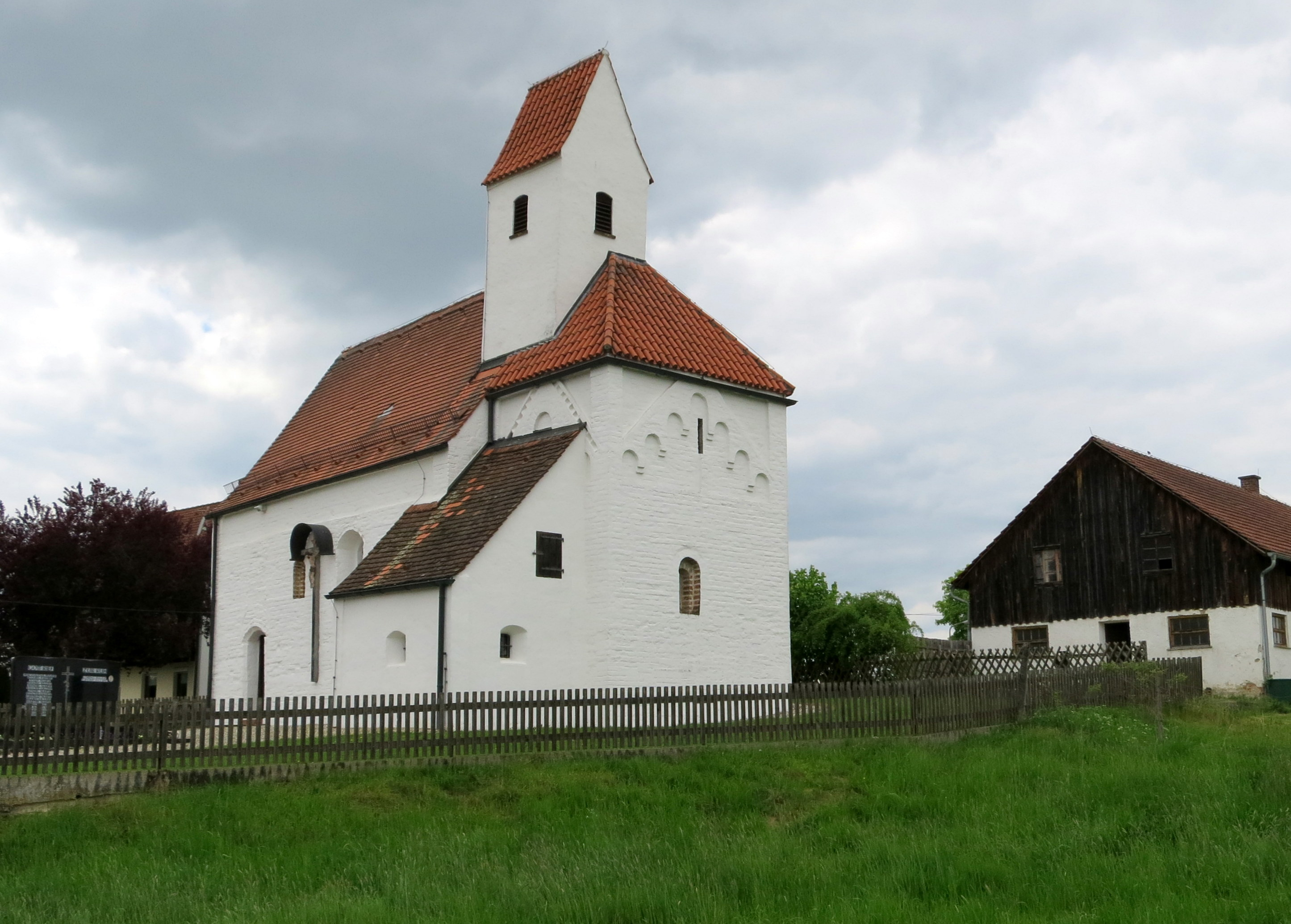
Kirche St. Nikolaus

Die katholische Filialkirche St. Nikolaus in Piedendorf, einem Ortsteil der Gemeinde Au in der Hallertau im oberbayerischen Landkreis Freising, wurde im 12./13. Jahrhundert errichtet. Die Kirche ist ein geschütztes Baudenkmal des Bayerischen Landesamtes für Denkmalpflege mit der Aktennummer D-1-78-116-34.

## Geschichte
Piedendorf als Ort ist 1022/23 das erste Mal urkundlich fassbar, als Bischof Egilbert von Freising zu „Pietandorf“ einen Landtausch vornimmt. 1315 wird in der Konradinischen Matrikel Pietendorf als Filiale von Abens genannt. Wie lange vorher es die Kirche schon gab, ist nicht bekannt. 1585 werden in einer Pfarrbeschreibung zwei Altäre erwähnt, ein Nikolaus- und Margaretha-Altar und ein Sebastiansaltar.

## Bauwerk
Der mit dicken Mauern versehene Bau dürfte im 12./13. Jahrhundert als Wehrkirche errichtet worden sein; er war wohl damals schon dem hl. Bischof Nikolaus von Myra geweiht. Seit der Renovierung 1979 ist an der Südseite des Langhauses ein rundbogiges romanisches Fenster freigelegt, auch an der Ostwand des gerade abschließenden Chors gibt es ein solches Fenster. Man sieht auch noch Teile eines treppenförmigen Rundbogenfrieses.

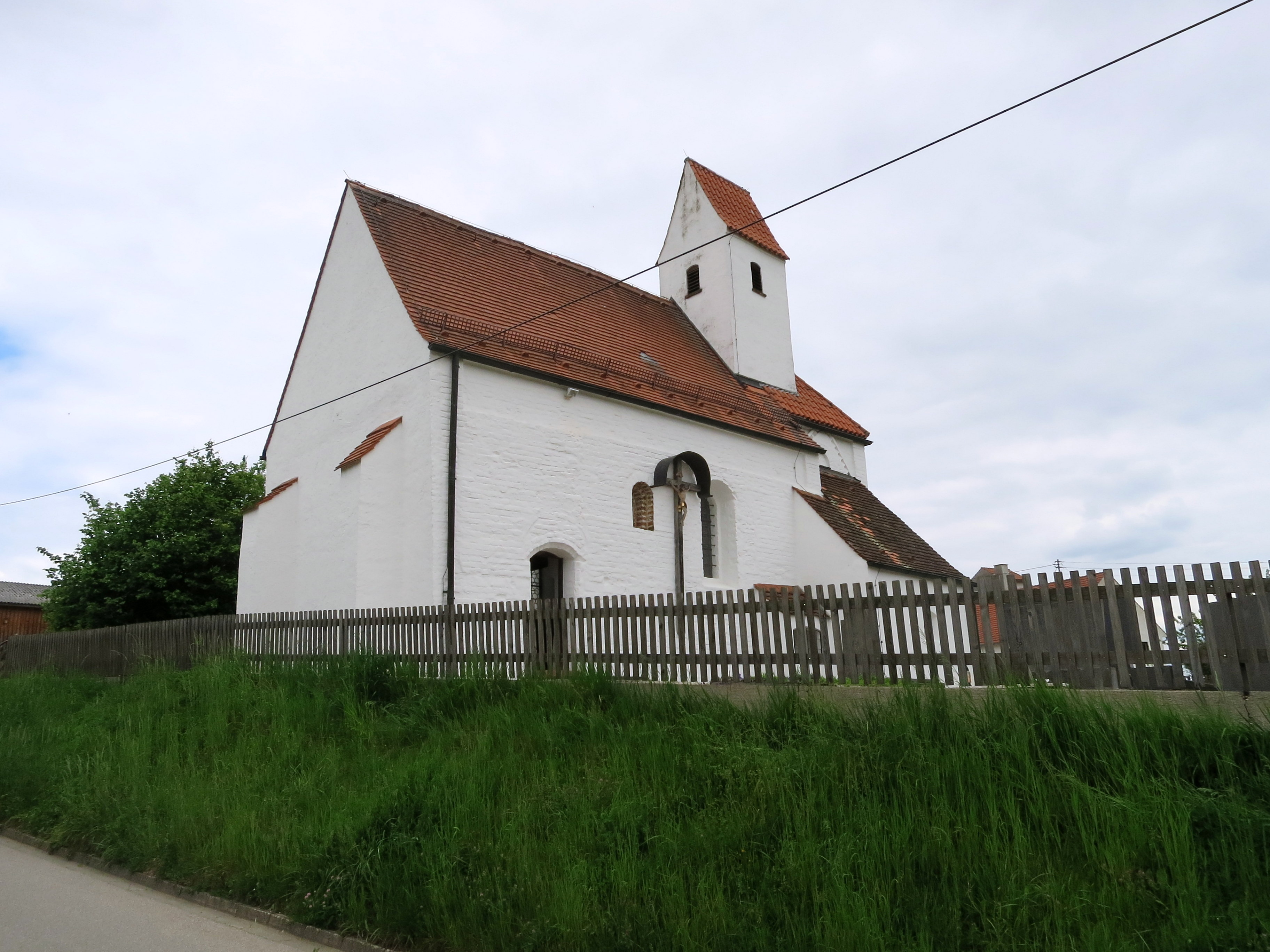
Die Filialkirche mit Eingang
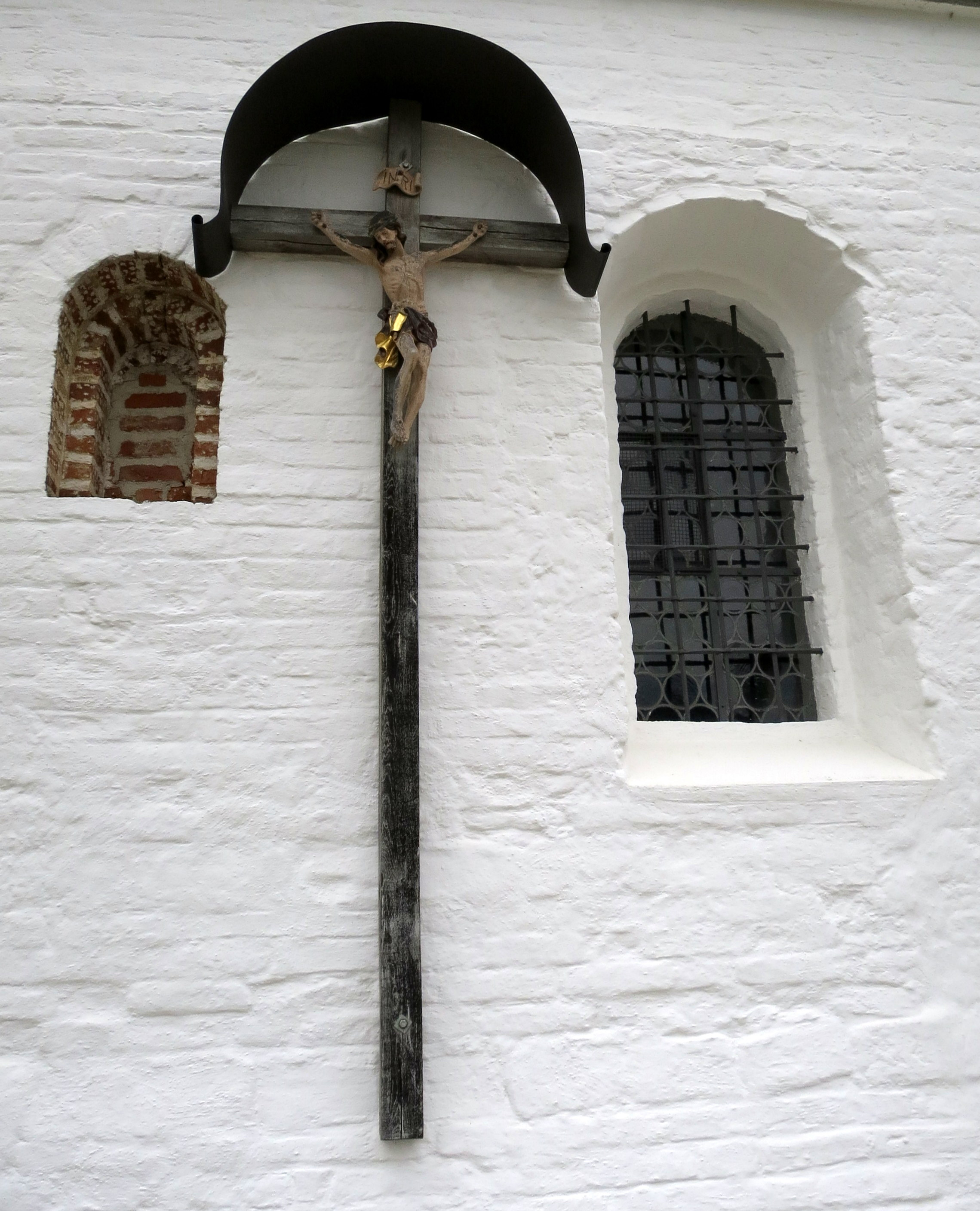
Kleines freigelegtes romanisches Fenster
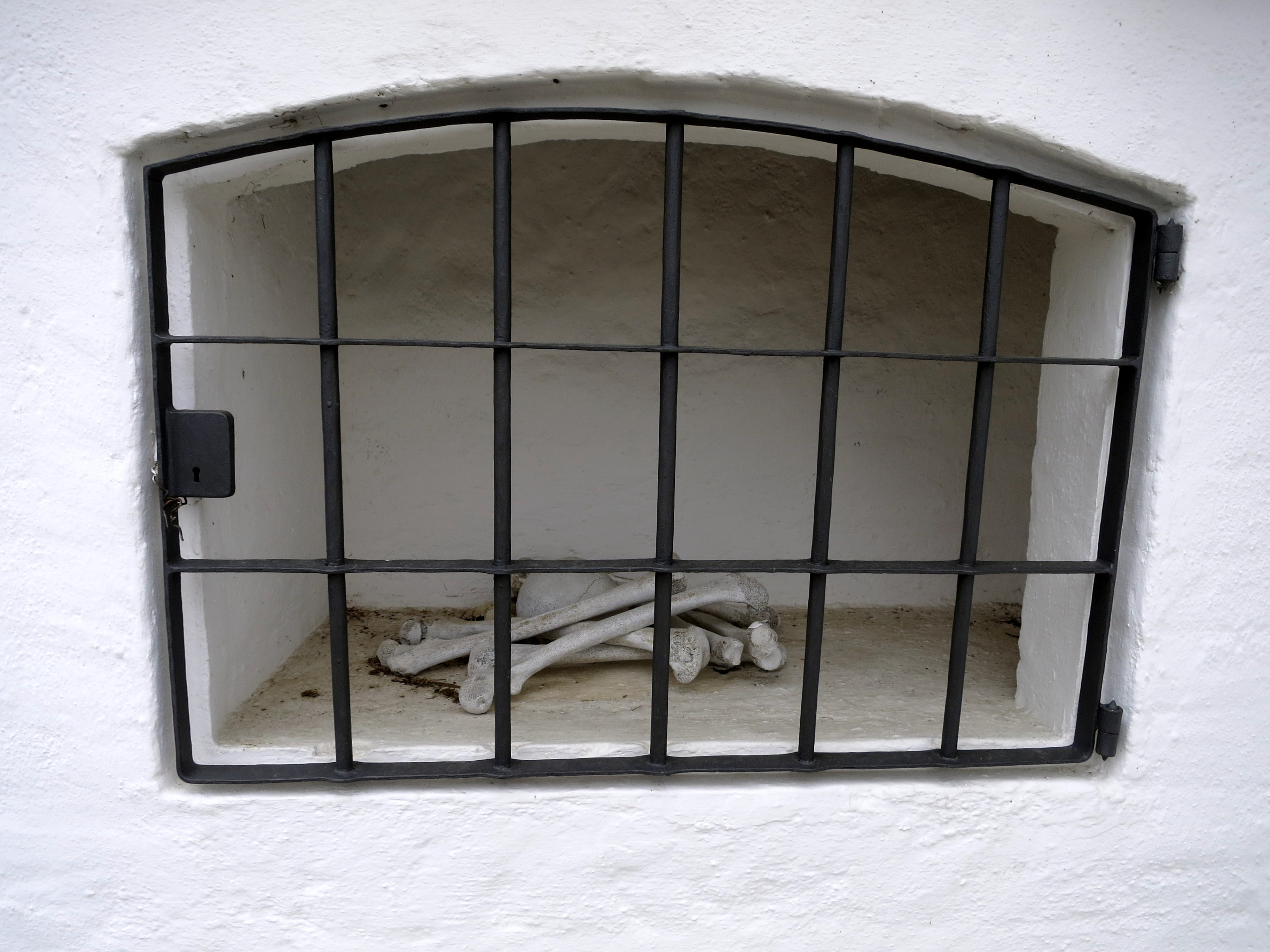
Später hinzugefügtes Beinhaus
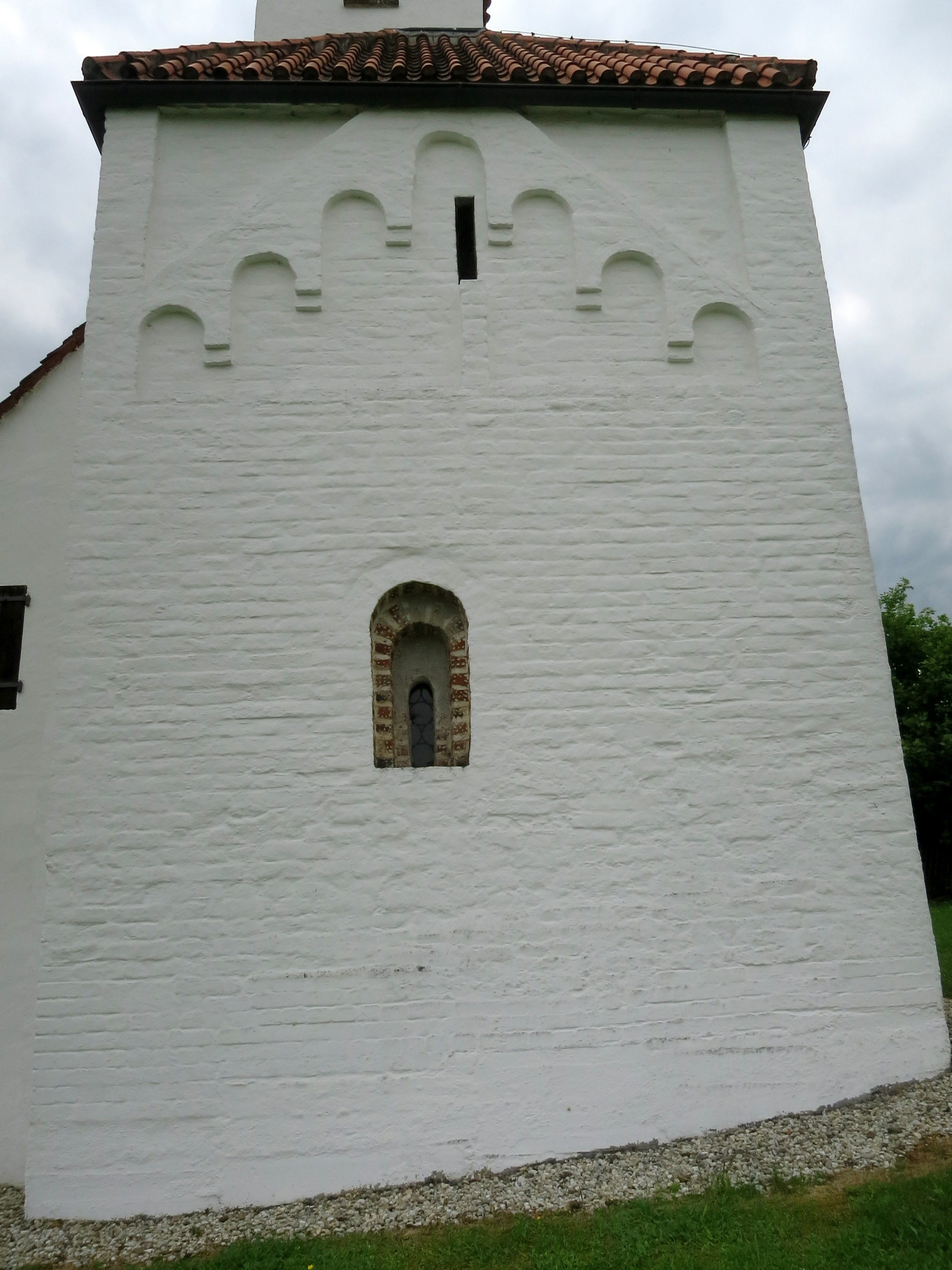
Flacher Chorabschluss mit freigelegtem Fenster und Giebelfries
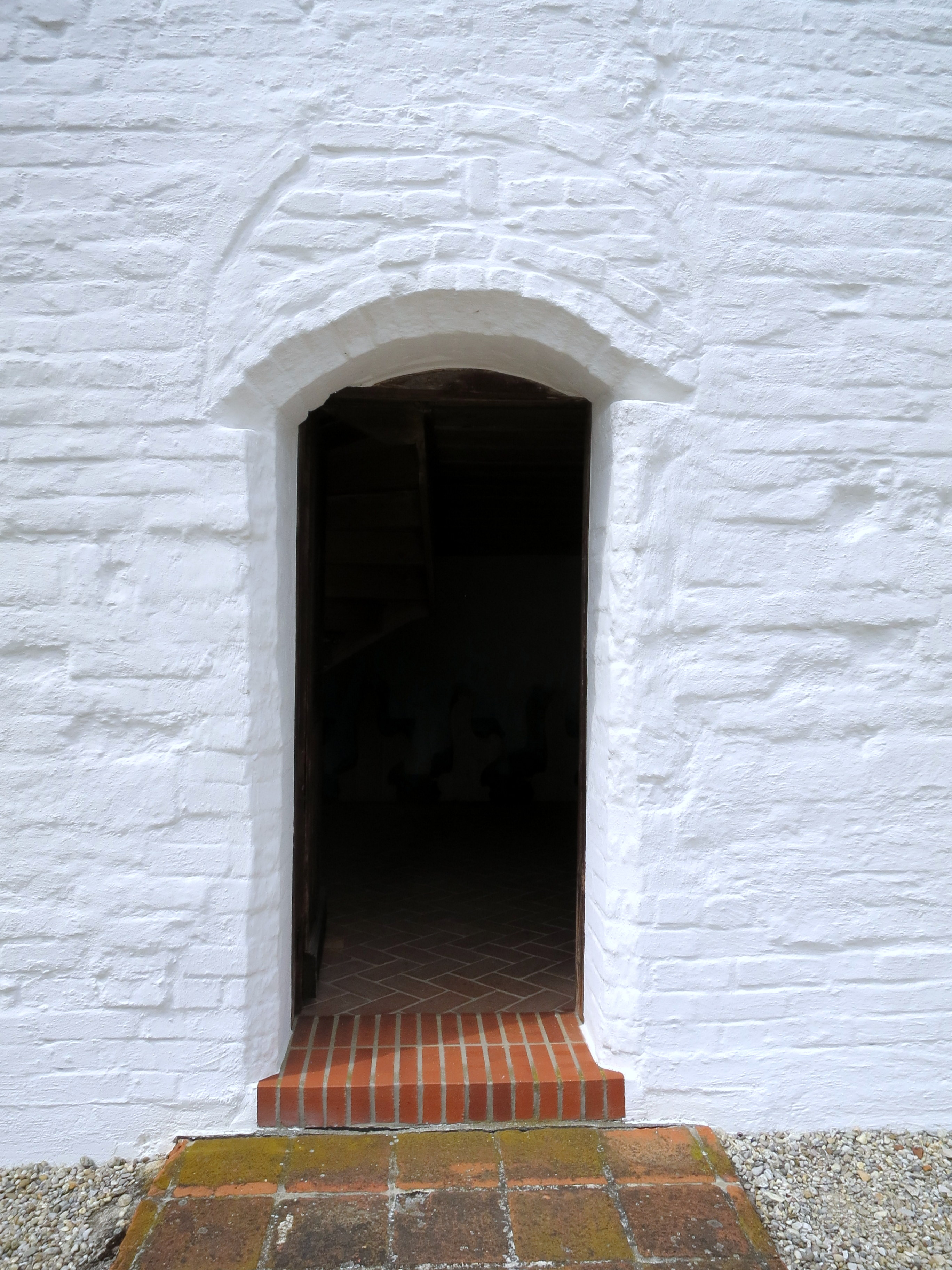
Eingang mit zugemauertem Oberteil

## Ausstattung
Die Ausstattung ist von frühbarocker Prägung. Die Altäre stammen aus der zweiten Hälfte des 17. Jahrhunderts. Auf dem mittleren Choraltar thront der hl. Bischof Nikolaus mit den drei Kugeln in der Linken und dem Bischofsstab in der Rechten. Auf den quer gestellten Seitenaltären stehen die Apostel Petrus (rechts) und Paulus (links). Die Empore ist einfach und aus massivem Holz. Das Kreuz an der Wand neben dem Eingang stammt aus dem frühen 18. Jahrhundert. Die gotischen Holzplastiken (um 1480) stellen Margaretha (mit dem Drachen) und Bischof Wolfgang (mit Kirchenmodell) dar und sind von guter Qualität.
Die Decke des Langhauses ist 1954 von Kirchenmaler Michael Weingartner aus Pfaffenhofen gestaltet worden. Es sind quadratische Felder mit verschiedenen Heiligendarstellungen.

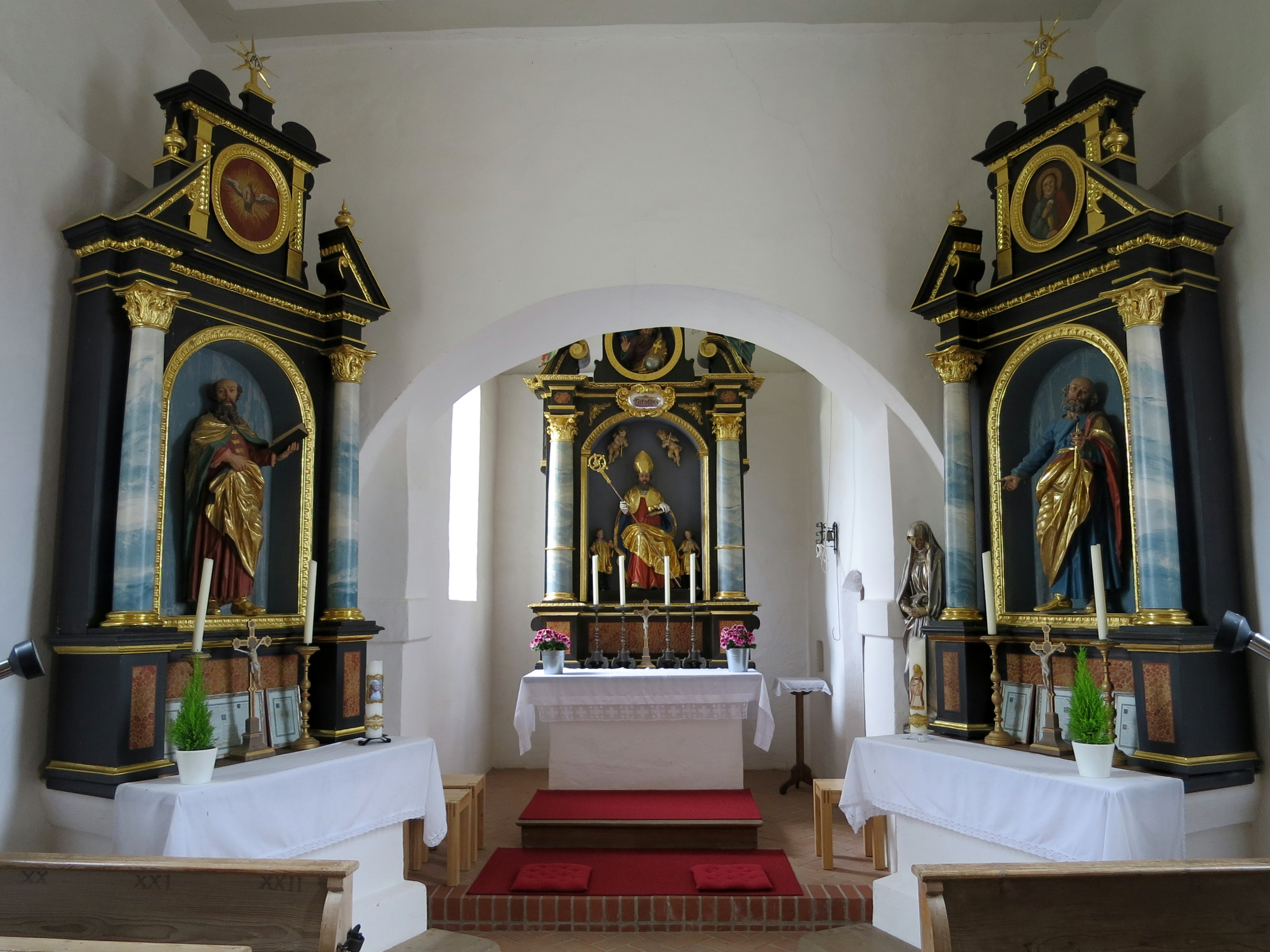
Blick zum Chor – drei frühbarocke Altäre
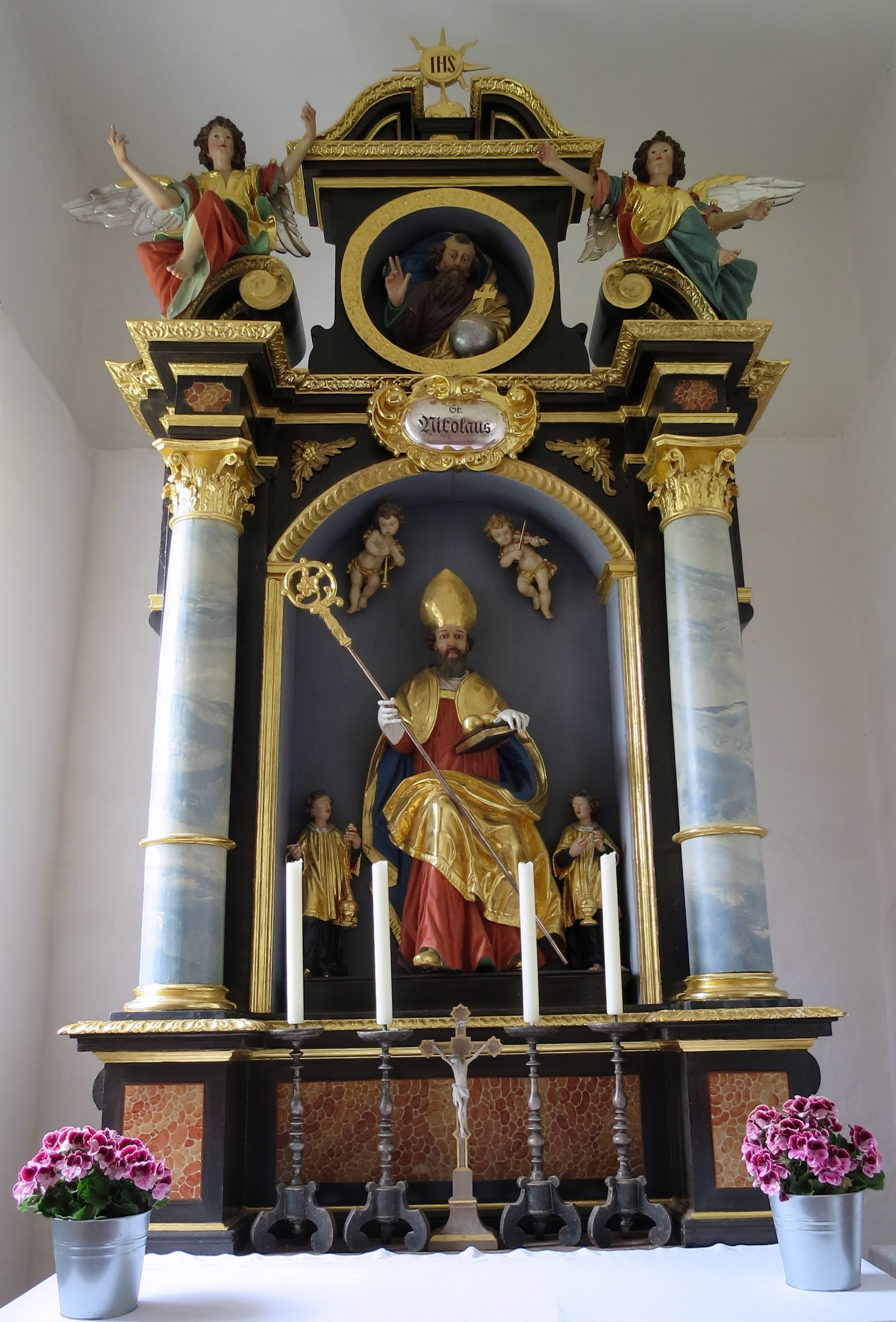
Nikolausaltar im Chor
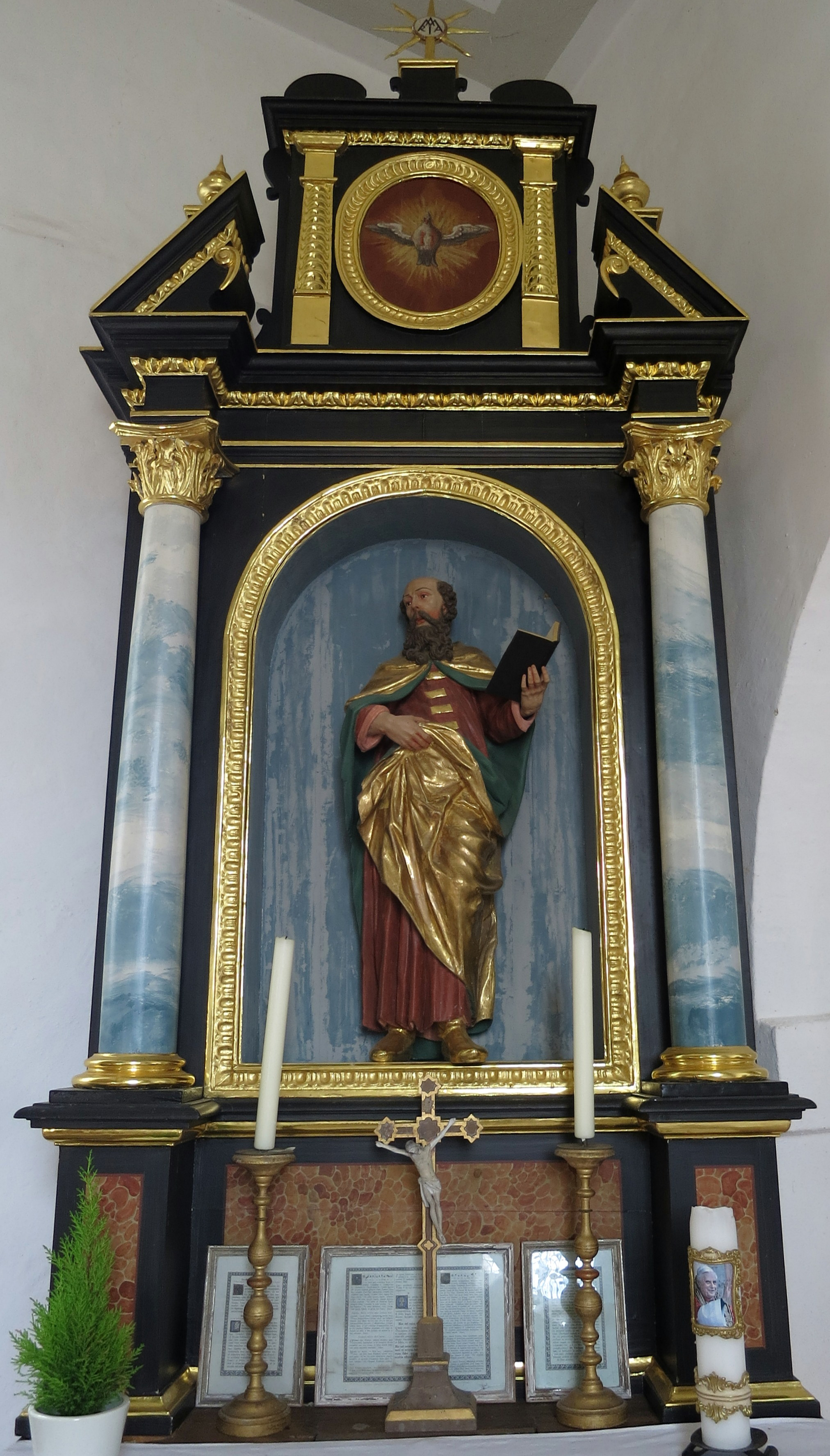
Paulusaltar – linker Seitenaltar
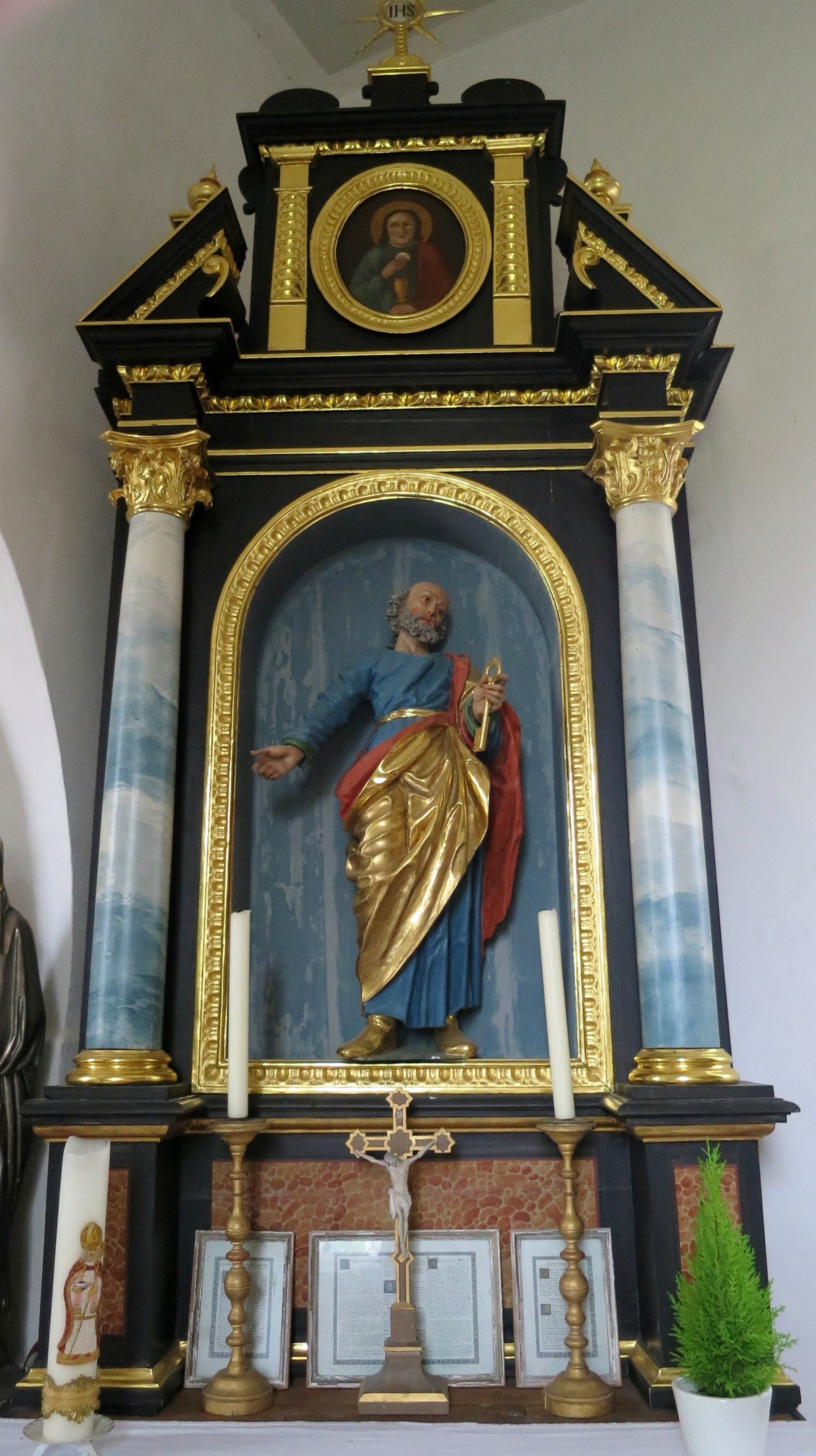
Petrusaltar – rechter Seitenaltar
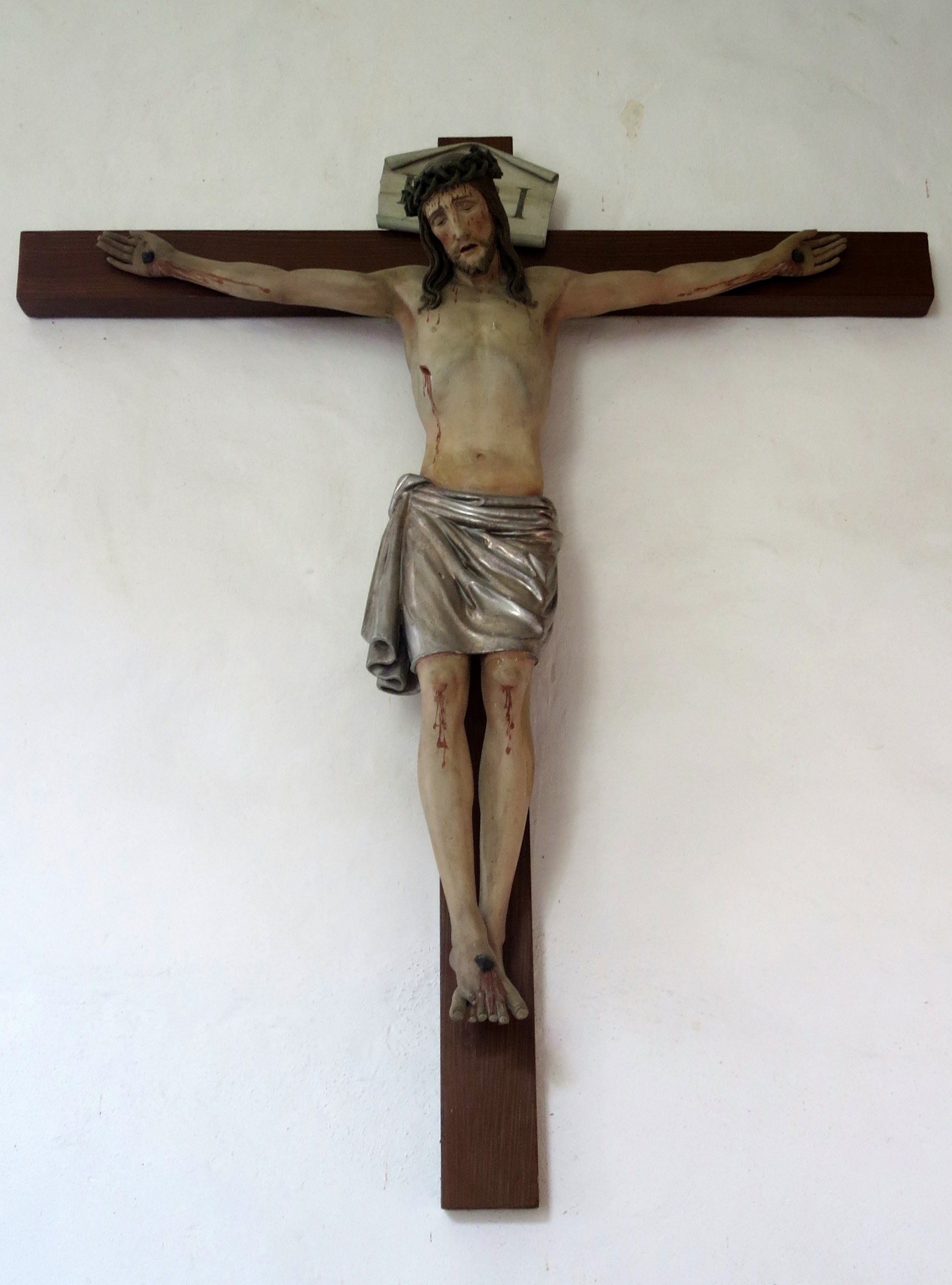
Barockes Kreuz
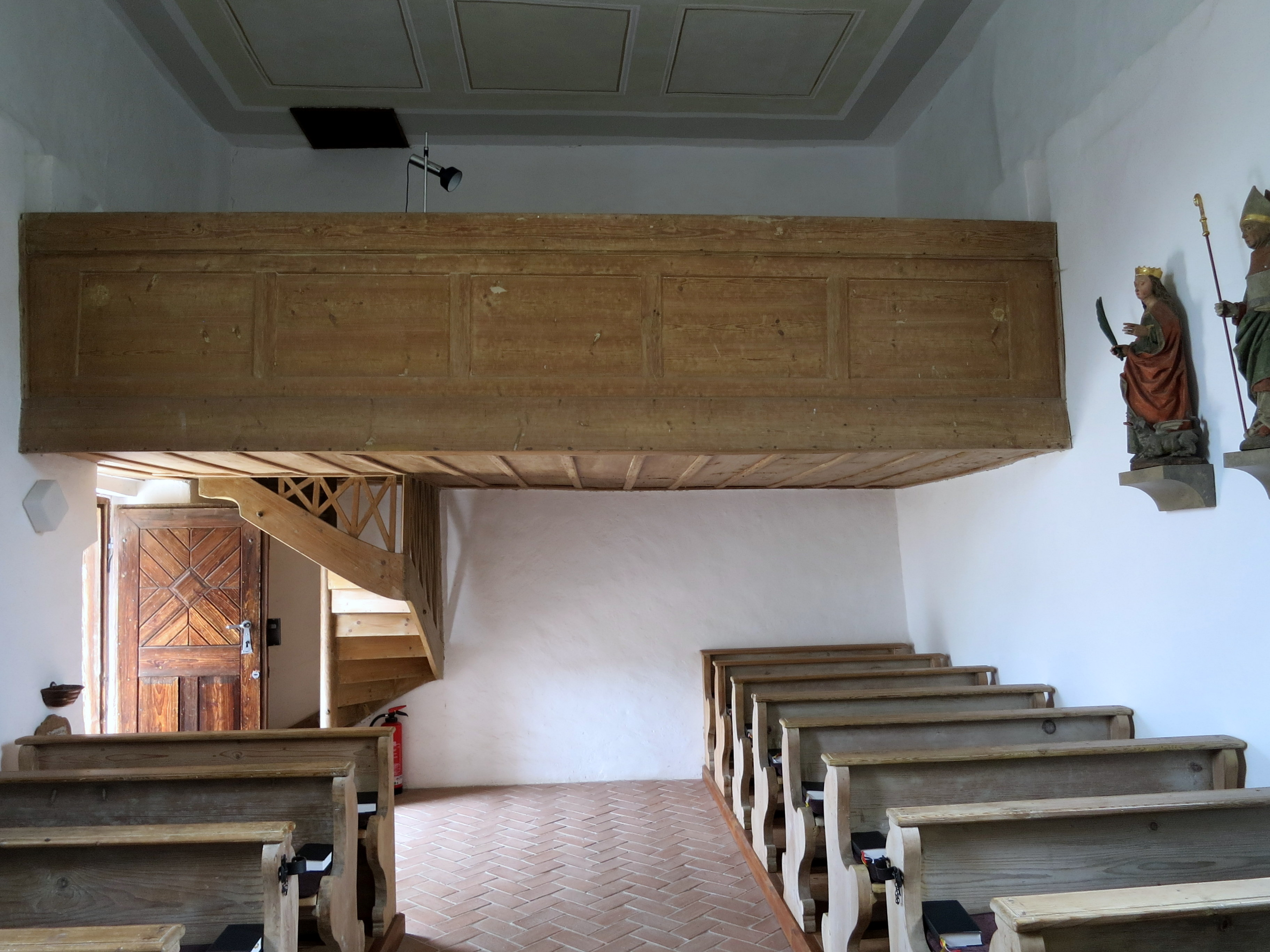
Die einfache Empore
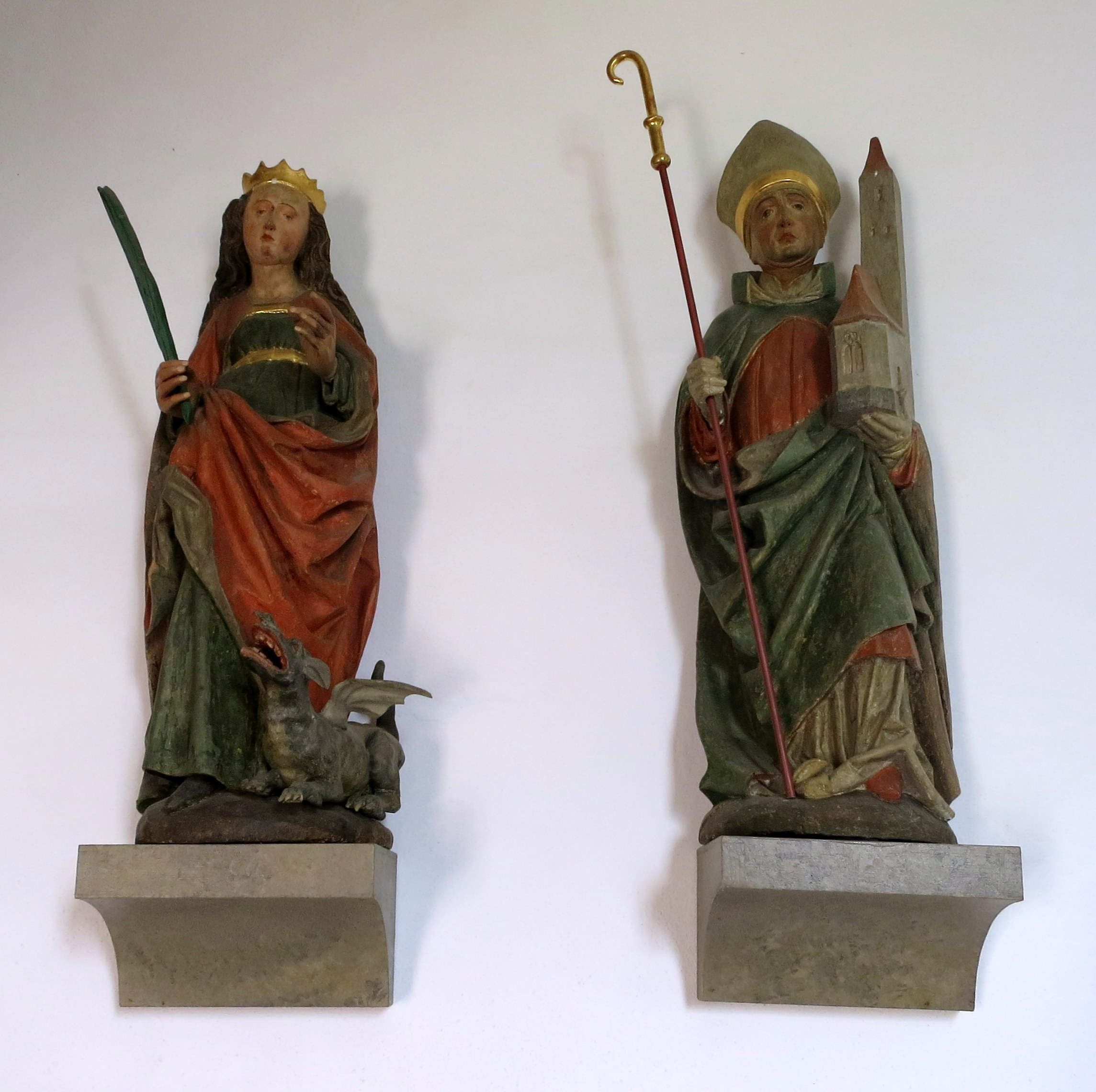
St. Margaretha und St. Wolfgang